# Großwitzeetze
Großwitzeetze ist ein Ortsteil der Gemeinde Lemgow im Landkreis Lüchow-Dannenberg in Niedersachsen.

## Geschichte
Am 1. Juli 1972 wurde Großwitzeetze in die Gemeinde Lemgow eingegliedert.